# Krynica-Zdrój
Krynica-Zdrój [kryňica zdruj] (původně jen Krynica; přídomek Zdrój (lázně) přidán roku 2001; rusínsky Крениця) je lázeňské město v Polsku v Malopolském vojvodství v okrese Nowy Sącz. Často se mu hovorově přezdívá Krynica Górska (pro odlišení od lázeňského města Krynica Morska). Ve městě žije přibližně 9 500 obyvatel.

## Historie
Vesnice byla založena v roce 1547 pod jménem Krzenycze, městská práva získala v roce 1889. V současnosti jde o jedny z nejznámějších a nejoblíbenějších lázní v Polsku. Končí zde elektrifikovaná trať z Muszyny, kde se napojuje na trasu Tarnów – Košice. V zimní a letní sezóně sem zajíždějí rekreační expresy z Varšavy a dalších měst a v roce 1931 se zde konalo MS v hokeji.

## Přírodní poměry
Město se nachází v Sądeckých Beskydech, v údolí potoka Kryniczanka a jeho přítoků. Krynica je obklopena kopci Góry Parkowé, Krzyżowé a Jasienniku. Město se nachází v Popradském  krajinném parku, je základnou pro výlety do okolních hor.
Město se dělí na sedmi sídlišť: Krynica Centrum, Krynica Dolna, Piłsudskiego, Pułaskiego, Tysiąclecia, Źródlane a Czarny Potok.
Městem prochází vojvodská silnice DW 971 z Piwniczna-Zdrój do  Krynice-Zdrój a DW 981 ze Zborowic do Krynice-Zdrój.

## Partnerská města
- Bardejov, Prešovský kraj, Slovensko
- Chmilnyk, Vinnycká oblast, Ukrajina
- Bad Sooden-Allendorf, Hesensko, Německo
- Amersham, Anglie, Spojené království

## Fotogalerie

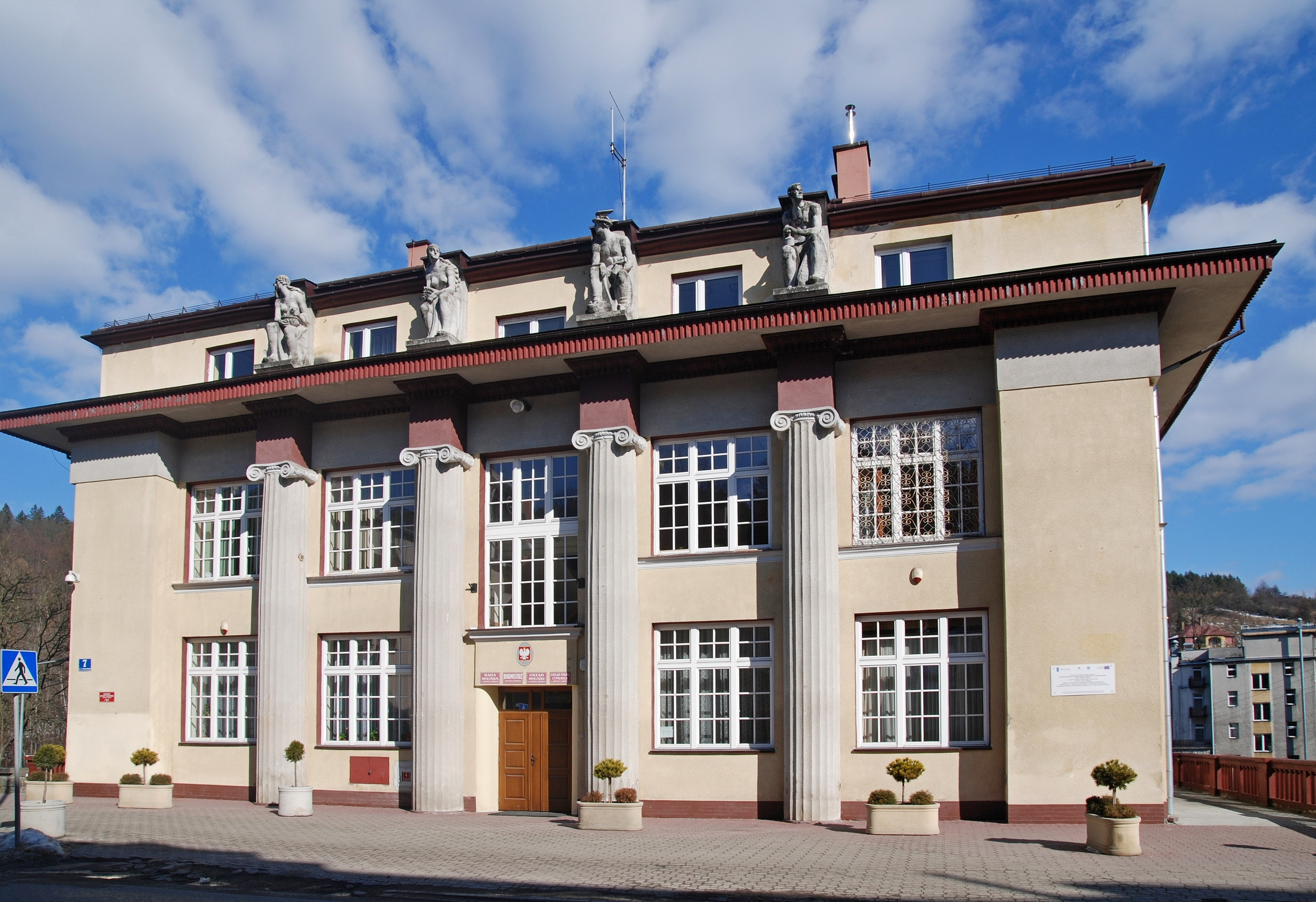
Radnice
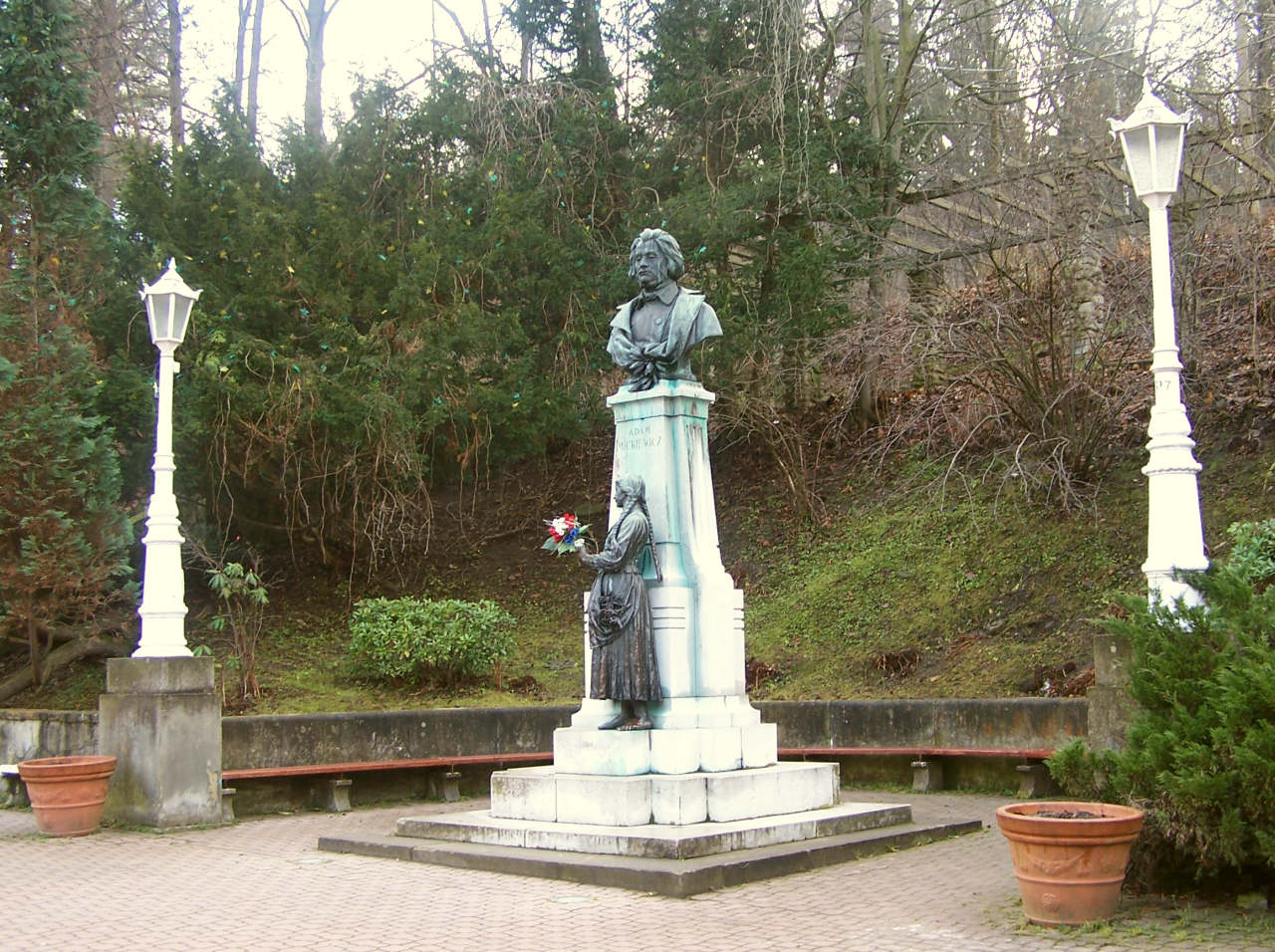
Pomník Adama Mickiewicze
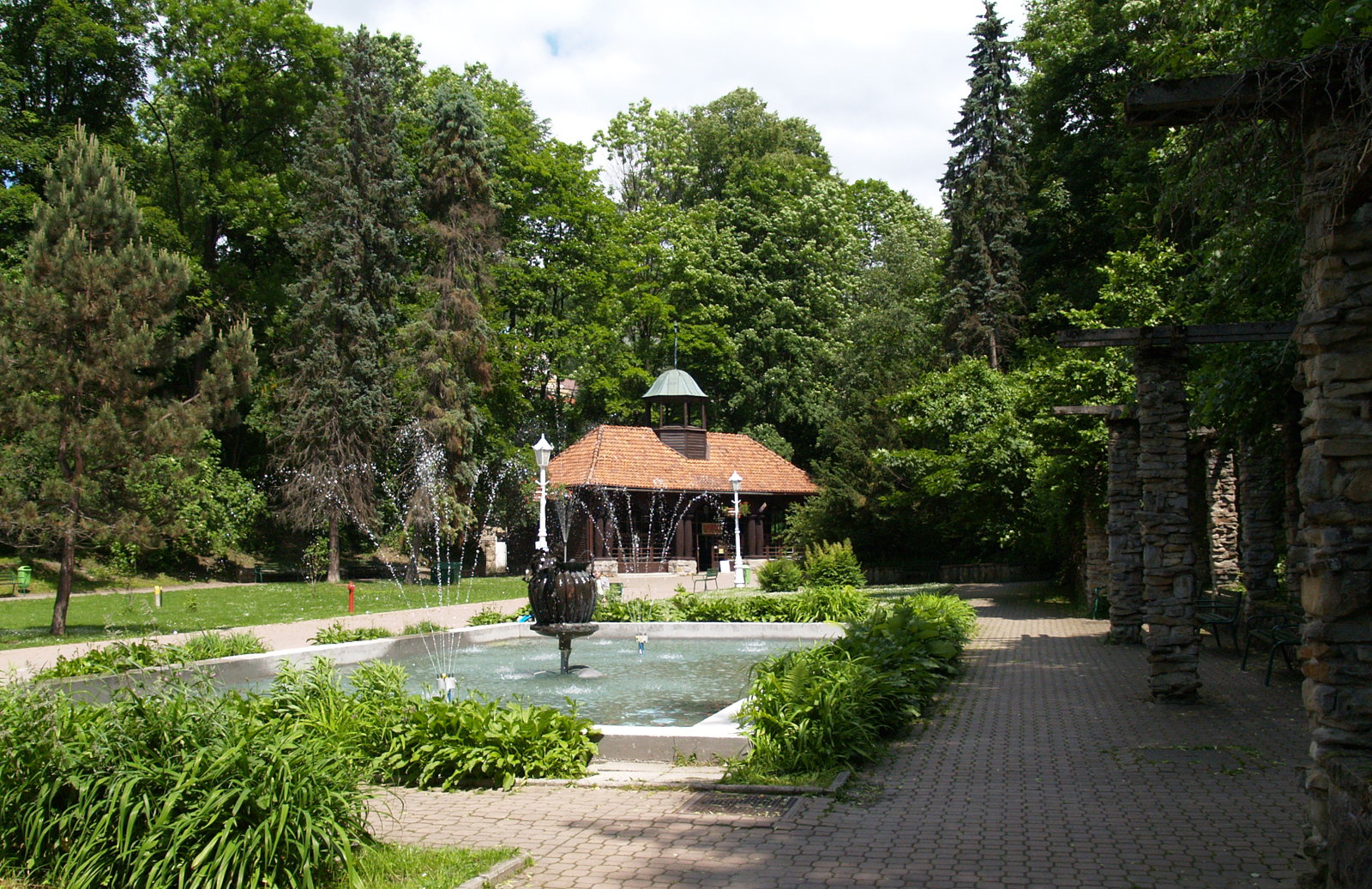
Lázeňský park